# کروم (استان خاسکوو)
کروم (به بلغاری: Krum) یک منطقهٔ مسکونی در بلغارستان است که در استان خاسکوو واقع شده‌است.